# Christopher Hees
Christopher Hees é um cineasta britânico. Como reconhecimento, foi nomeado ao Oscar 2015 na categoria de Melhor Animação em Curta-metragem por The Bigger Picture.